# 阿富汗马列主义组织
阿富汗马列主义组织（波斯語：‎）是阿富汗的一个共产主义组织。该组织的意识形态是共产主义、马克思列宁主义、反修正主义、毛主义。该组织的政治立场是极左翼。自2011年8月起，该组织出版刊物《鹰》。该党是马列主义政党和组织国际会议 (国际通讯)和革命政党和组织国际协调的成员。
该组织的起源不为人知，它的名称只在马列主义政党和组织国际会议 (国际通讯)的文件中被提到过。“阿富汗马列主义组织”可能是一个阿富汗非法组织的化名或者多个小型流亡团体的合称。